# Yrestahed
Yrestahed är en småort i Rasbo socken i Uppsala kommun, Uppsala län cirka 5 km öster om Storvreta. Småorten omfattar från 2023 en större yta av bebyggelse då även Hammarby by av SCB räknas in i denna småort.

## Befolkningsutveckling
| Befolkningsutvecklingen i Yrestahed 2005–2015 | Befolkningsutvecklingen i Yrestahed 2005–2015 | Befolkningsutvecklingen i Yrestahed 2005–2015 | Befolkningsutvecklingen i Yrestahed 2005–2015 | Befolkningsutvecklingen i Yrestahed 2005–2015 |
| --------------------------------------------- | --------------------------------------------- | --------------------------------------------- | --------------------------------------------- | --------------------------------------------- |
|                                               |                                               |                                               |                                               |                                               |
| År                                            |                                               |                                               | Folkmängd                                     | Areal (ha)                                    |
| 2005                                          | 2005                                          |                                               | 76                                            | 17#                                           |
| 2010                                          | 2010                                          |                                               | 89                                            | 17#                                           |
| 2015                                          | 2015                                          |                                               | 112                                           | 22#                                           |
| Anm.: Ny småort 2005. # Som småort.           |                                               |                                               |                                               |                                               |